# Fardisz megye

Alborz tartomány megyéinek elhelyezkedése

Fardisz megye (perzsául:شهرستان فردیس) Irán Alborz tartománynak déli fekvésű megyéje az ország északi részén. Északon Karadzs megye, délen a Markazi tartományban fekvő Zarandije megye határolják. Székhelye a 172 000 fős Fardisz városa. A megye lakossága 172 928 fő. A megye egyetlen kerületből áll (Központi kerület).

## Fordítás
- Ez a szócikk részben vagy egészben  a(z)   شهرستان فردیس című perzsa Wikipédia-szócikk ezen változatának fordításán alapul.  Az eredeti cikk szerkesztőit annak laptörténete sorolja fel. Ez a jelzés csupán a megfogalmazás eredetét és a szerzői jogokat jelzi, nem szolgál a cikkben szereplő információk forrásmegjelöléseként.